# Bururi
Bururi é uma província do Burundi. Sua capital é a cidade de Bururi.

## Comunas
Bururi está dividida em 9 comunas:
- Burambi
- Bururi
- Buyengero
- Matana
- Mugamba
- Rumonge
- Rutovu
- Songa
- Vyanda

## Demografia
| 2001    | 2011    |
| 454.938 | 631.263 |